# Saison 14 de Joséphine, ange gardien
 (août 2018).
Chronologie
Saison 13 Saison 15
Cet article présente les épisodes de la quatorzième saison de la série télévisée Joséphine, ange gardien.

## Liste des épisodes

### Épisode 1:Le Cirque Borelli
Scénaristes : 
- David Lang
- Lionel Cherki

Réalisateur :
- Jean-Marc Seban

Diffusions : 
- Belgique : 9 septembre 2012 sur La Une
- Suisse : 30 octobre 2012 sur RTS Un
- France : 25 février 2013 sur TF1
- Québec : 5 juillet 2013 sur Séries+

Audience : 
- France : 6,89 millions de téléspectateurs[1] (25,3 % de part de marché)

Distribution :
- Mimie Mathy : Joséphine
- Bertrand Degrémont : Jules Borelli
- Héloïse Adam : Elsa Borelli, soeur de Jules, caissière, ancienne étudiante de gestion à Lyon
- Gabrielle Atger : Jennifer Borelli, soeur de Jules, dresseuse d'animaux
- Bruno Magne : Luigi Borelli, le frère de Carlo, pizzaïolo
- Jiri Necasek (voix doublée par César van den Driessche) : Mathis Borelli, frère de Jules, trapéziste voltigeur
- Jan Pokorny (voix doublée par Cyril Aubin) : Carlo Borelli, le père de Jules
- Alban Casterman : Damien Trochant, le contrôleur sanitaire
- Erick Deshors : Charlie, le M. Loyal du cirque
- Michal Boltnar (voix doublée par Julien Lucas) : Alex, trapéziste voltigeur
- Pauline Deshons : Manon, trapéziste voltigeuse, petite amie de Jules
- Jean-Jérôme Esposito : Igor, assistant animalier
- Drsek Jednok (voix doublée par François Rocquelin) : Faller
- Olivier Till : Mario, alias Le Grand Mario, clown
- Jiri Berousek (voix doublée par Éric Chantelauze) : le jongleur
- Renata Berouskova (voix doublée par Marie-Madeleine Burguet-Le Doze) : la vétérinaire de l'éléphant
- Lukas Golembevski (voix doublée par Samuel Debure) : le pistard
- Pierre Peyrichout : le médecin de Carlo
- Robin Sobek (voix doublée par Cyril Aubin) : le chauffeur de taxi
- Petr Urbanek (voix doublée par François Rocquelin) : l'ambulancier

Résumé : Joséphine vient en aide à Jules, jeune directeur du cirque Borelli, traumatisé par le décès de son père, trapéziste comme lui. Depuis, Jules éprouve une appréhension à l'idée de se remettre au trapèze, son métier et sa passion. L’ange gardien devra aussi tenter de démêler une affaire houleuse puisque le cirque est victime de multiples accidents. Que se passe-t-il au cirque Borelli ?
Profession de l’épisode : Joséphine est clown prestidigitatrice au cirque Borelli.
Commentaires
- Comme pour les épisodes Joséphine fait de la résistance et Chasse aux fantômes, cet épisode comporte des acteurs non francophones. Leurs voix sont doublées par des comédiens français.
- Deux des personnages se nomment Mario (le clown vedette du cirque) et Luigi (l'oncle des Borelli), comme les deux héros plombiers de Super Mario Bros.

### Épisode 2:En roue libre
Scénariste : Florence Philipponnat
Réalisateur : Philippe Proteau
Diffusions : 
- Belgique : 4 novembre 2012
- Suisse : 18 décembre 2012
- France : 22 avril 2013 sur TF1
- Québec : 12 juillet 2013 sur Séries+

Audience : 
- France : 6,88 millions de téléspectateurs (25,9 % de part de marché)

Distribution :
- Mimie Mathy : Joséphine
- Philippe Caroit : Christophe Giovanni
- Carole Richert : Rose, la mère de Paola
- Laurie Dupont : Paola Giovanni, la fille de Christophe, étudiante en design et championne d’équitation
- Myriam Bourguignon : La copine du bar
- Emilie Caen : Caroline Meunier, une cliente de Christophe
- Tiphaine Daviot : Cynthia, la secrétaire de Christophe et Xavier
- Stanislas Forlani : Loïc, petit ami de Paola et motard
- Marie-France Mignal : Ariane Giovanni, la mère de Christophe
- Vincent Solignac : Pierre Dumont, le client de Pierre
- Malcolm Conrath : Xavier Malescot, le collaborateur de Christophe
- Pierre Acansa : Mathieu Grimbert
- Laurent Besancon : Luc Vincent
- Cédric Bouvier : Ivan, le chauffeur de Christophe
- Anne-Sophie Charron : La jeune femme du bar
- Arnaud Duléry : Le chauffeur de taxi
- Dominique Engelhardt : L'employé de l'agence
- José Fumanal : Le maître d'hôtel
- Manon Giraud-Balasuriya : Iris Meunier
- Francis Rignault : Mr Moreau
- Karin Swenson : Elodie
- Elodie Wallace : L'employée de l'agence

Résumé : Joséphine vient en aide à Christophe Giovanni, un architecte d’intérieur qui se retrouve sur un fauteuil roulant à la suite d'un accident de la route. Aigri, l’ancien séducteur doit faire face aux préjugés de son entourage et ses clients sur les handicapés. Traumatisé par son accident, Christophe interdit l’équitation et la moto à sa fille. L’ange gardien va devoir convaincre son client que même s'il est paralysé à vie et en mobilité réduite, il a devant lui de beaux jours à vivre et une famille qui l'aime.
Profession de l’épisode : Joséphine est assistante personnelle d’un architecte d’intérieur chez Design & Création.
Biographie de Joséphine : Joséphine a aidé Michel-Ange à décorer la chapelle Sixtine.
Anecdotes de l’épisode :
Philippe Caroit a déjà joué dans la série le rôle principal de Thomas dans l’épisode 1 de la saison 10 : “La Couleur de l’amour”.
Karin Swenson a joué de multiples petits rôles.

### Épisode 3:Pour la vie
Scénaristes :
- Marie-Luce David
- Ivan Piettre

Réalisateur :
- Pascal Heylbroeck

Diffusions : 
- Belgique : 3 février 2013 sur La Une
- France :  3 juin 2013 sur TF1
- Québec : 19 juillet 2013 sur Séries+

Audience : 
- France : 5,90 millions de téléspectateurs (22 % de part de marché)

Distribution :
- Mimie Mathy : Joséphine
- Romane Portail : Camille
- Nicolas Berger-Vachon : Hugo Olivier Henri Parthenay, le marié
- Nicolas Carpentier : Gaspard Fougère, le frère de la mariée, médecin
- Emilie Hantz : Elisa Line Henriette Fougère, la mariée
- Sylvia Bergé : Olivia Parthenay, la mère du marié
- Jean-Marie Galey : Germain Parthenay, le père du marié, passionné d’Histoire
- Jean-Yves Chatelais : Roger Fougère, le père de la mariée
- Isabelle Spade : Linette Fougère, la mère de la mariée
- Véronique Baylaucq : Mme la Maire
- Olivier Pagès : Quentin, le maître du domaine
- Iwan Lambert : Le capitaine de gendarmerie
- François Patissier : Le chef cuisinier

Résumé : Joséphine vient en aide à Camille, photographe de mariage. Lors de la cérémonie, Camille se rend compte que le marié n'est autre que son ex-fiancé, qu’elle a abandonné cinq ans auparavant. L’ange gardien reçoit alors une seconde mission et une seconde cliente.
Profession de l’épisode : Joséphine est assistante photographe.
Biographie de Joséphine : Joséphine trouve que Napoléon a été susceptible envers un de ses anciens clients.
Anecdotes de l’épisode :
Joséphine a exceptionnellement trois clients dans cet épisode. C’est la seconde fois que l’ange gardien a plusieurs clients, après avoir été  guide touristique.

### Épisode 4:De père en fille
Scénariste :
- Marie Du Roy

Réalisateur :
- Jean-Marc Seban

Diffusions : 
- Belgique : 31 mars 2013 sur La Une
- France : 30 septembre 2013 sur TF1
- Québec : 26 juillet 2013 sur Séries+

Audience : 
- France : 5,10 millions de téléspectateurs (21 % de part de marché)

Distribution :
- Mimie Mathy : Joséphine
- Christian Rauth : Victor
- Julie-Anne Roth : Elena
- Elizabeth Bourgine : Jeanne
- Pierre Deny : François
- Eric Herson-Macarel : Dujardin
- Nicolas Moreau : Georges Lannie's
- Anton Yakovlev : Smilenkoff
- Philippe Beautier : Jacquelin
- Renaud Leymans : Bastien
- Alain Buron : Le gardien du musée
- Marie-Céline Courilleault : La réceptionniste
- David Forgit : Le médecin
- Rony Kramer : Le patron de l'hôtel
- Thierry Nenez : L'antiquaire
- Olivier Simon : L'homme 1
- Houari Bait : L'homme 2

Résumé : Joséphine vient en aide à Victor, un ex-arnaqueur professionnel, qui n’a pas vu sa fille depuis quinze ans. L’ange gardien va devoir tout faire pour réconcilier le père et la fille.
Commentaires : Christian Rauth et Julie-Anne Roth sont père et fille dans la vraie vie.

### Épisode 5:Les Anges
Scénaristes :
- Marie-Luce David
- Ivan Piettre

Réalisateur :
- Pascal Heylbroeck

Diffusions : 
- Belgique : 1er septembre 2013 sur La Une
- Suisse : 27 août 2013 sur RTS Un
- France : 21 octobre 2013 sur TF1
- Québec : 2 août 2013 sur Séries+

Audiences : 
- Belgique : 208 800 téléspectateurs (13,6 % de part marché)
- France : 6,98 millions de téléspectateurs (26,5 % de part de marché)

Distribution :
- Mimie Mathy : Joséphine
- Lorie Pester : Claire Lafitte
- Sébastien Dupuis : Marco, l'amoureux de Claire, repris de justice
- Victor Quilichini : Simon, le fils de Claire
- Robert Plagnol : Alex Tellier, l’ex de Claire
- Guy Amram : Franck
- Nathalie Besançon : Florence, la belle-mère de Claire et grand-mère de Simon
- Titouan Laporte : Ben, le fils de Laurent
- Christophe Laubion : Laurent, le père de Ben et Enzo
- Ariane Pirie : Rose
- Charles Schneider : Maximilien, adjoint au maire à la culture et chargé du concours de chant
- Gigi Ledron : Johanna, du groupe de Gospel
- Lucas Renault : Enzo
- Serge Ridoux : Mr Henri, le propriétaire de "La Résidence des Anges".
- Camille Verschuère : Vanessa
- Aymeric Dapsence : le technicien du planétarium
- Margaux Delafon : l’avocate de Claire et ancienne avocate de Marco
- Laurent Mendy : le garde du corps d’Alex Tellier
- Laurent Michel : le producteur
- Rôle d'Antoine : comédien à préciser.
- et la participation du Chœur Gospel de Paris

Résumé : Joséphine vient en aide à Claire, maman veuve d’un jeune garçon passionné d'astronautique qui rêve d’aller au centre spatial de Kourou, en Guyane française, là où il est né. Pour réaliser cette promesse, l’ange gardien va aider l’ex-chanteuse à gagner le prix d’un concours de chorale avec les habitants de la Résidence des Anges.
Profession de l’épisode : Joséphine est guide dans un musée spatial du Bourget et choriste dans la chorale des Anges.
Biographie de Joséphine : Joséphine a suggéré à Neil Armstrong sa célèbre phrase : “C’est un petit pas pour l’Homme, mais un grand pas pour l’Humanité”.

### Épisode 6:Restons zen
Scénaristes :
- David Lang
- Lionel Cherki

Réalisateur : 
- Jean-Marc Seban

Diffusions : 
- Belgique : 29 septembre 2013 sur La Une
- Suisse : 24 septembre 2013 sur RTS Un
- France : 17 février 2014 sur TF1
- Québec : 9 août 2013 sur Séries+

Audiences : 
- Belgique : 320 800 téléspectateurs (19,9 % de part de marché)
- France : 5,55 millions de téléspectateurs (21,4 % de part de marché)

Distribution :
- Mimie Mathy : Joséphine
- Cyrille Swierkosz : Bastien Rousseau
- Caroline Guérin : Romane Richepin
- Maythavee Burapasing : Yindee, la petite amie de Romane
- Daphné Hacquard : Jeera, employée d’Europe Assistance, mère de Bonn-meee
- Sarawut Rummayan : Boon-mee, fils de Jeera, 7 ans
- Jean-Pierre Bouvier : M. Richepin, le père de Romane, chirurgien
- Mathéo Capelli : Louis Mercier, médecin chez Europe Assistance
- Isabelle Noerie : Clara Miltone, la cheffe de Louis et Joséphine chez Europe Assistance
- Pacapol Jakrapan Anurit : le médecin
- Sahajak Boonthanakit : le commandant
- Schnitmunt Budsarakumwong : le vieux moine
- Thanapol Chuksrida : le chirurgien
- Warrakorn Jipat : l’électricien
- Kelly Jones : l’assistante de Clara
- Supoj Khaowwong : le client du bar
- Sornrith Triamworakul : le lieutenant
- Gigi Velicitat : le patron de l'hôtel routard
- Pongsanart Vinsiri : l’avocat

Résumé : Pour cette mission en Thaïlande, l’ange gardien reçoit trois missions successives. Pour Europ Assistance, elle doit faire libérer Louis Mercier, un médecin emprisonné à tort pour trafic de médicaments. Romane, une jeune femme qui s'est enfuie en Thaïlande afin de se libérer du contrôle incessant de son père. Mais où Romane se cache-t-elle? Tout en tentant d'aider ses deux clients, Joséphine découvre qu'elle en a un troisième : Boon-mee, le fils de 7 ans de sa guide et interprète thaïlandaise, qui doit subir une opération au cœur de toute urgence s'il veut survivre. Saura-t-elle trouver un médecin apte à effectuer cette opération complexe et délicate ?
Profession de l’épisode : Joséphine est coordinatrice chez Europe Assistance.

### Épisode 7:Double foyer
Scénariste :
- Florence Philipponnat

Réalisateur :
- Pascal Heylbroeck

Diffusions : 
- Belgique : 6 octobre 2013 sur La Une
- Suisse : 22 octobre 2013 sur RTS Un
- France : 10 mars 2014 sur TF1
- Québec : 21 décembre 2013 sur Séries+

Audiences :
- Belgique : 330 700 téléspectateurs (19,7 % de part de marché)
- France : 6,40 millions de téléspectateurs (25,6 % de part de marché)

Distribution :
- Mimie Mathy : Joséphine
- Delphine Rollin : Julie Millot
- Laurent Olmedo : Franck Millot, opticien
- Constance de Grandcourt : Zoé Millot, fille de Franck et Julie, alias Grenouillette
- Isaure de Grandcourt : Lola Millot, fille de Franck et Julie, alias Crapotine
- Nathalie Bleynie : Chantal, la mère de Julie
- Patrick Préjean : Gilles, le père de Julie
- Alexandre Thibault : Simon, le père de Valentine, amie de Lola, et flirt de Julie
- Géraldine Adams : Camille, l’amie coiffeuse de Julie
- Jean-Christophe Lebert : le docteur Letellier
- Armelle Berengier : Mme Martin
- Silvie Laguna : Mme Leroux, cliente de la boutique
- Alain Buron : Mr Leroux, client de la boutique
- Sylvie Huguel : Mme Brizet, cliente de la boutique
- Louise Pasteau : Mélanie, la maîtresse de Franck
- Claude Alexandre Eclar : le patron du restaurant où postule Julie
- Valérie Baurens : la directrice de Barone Création
- Gilles Carré : le collaborateur 1
- Clément Giren : le collaborateur 2
- Marie-Anne Mestre : la patronne de l'institut où travaille Mélanie
- Angélique Thomas : la passante dans la rue où apparaît Joséphine

Résumé : Joséphine vient en aide à Julie, une femme au foyer trompée par son mari. L’ange gardien va aider sa cliente à trouver un travail pour s'épanouir malgré les complots de son mari pour la garder sous sa coupe.
Profession de l’épisode : Joséphine est vendeuse en optique chez Millot Optique.
Commentaire : Delphine Rollin et Laurent Olmedo ont joué ensemble dans RIS police scientifique. Isaure et Constance de Grandcourt sont sœurs dans la vraie vie.

### Épisode 8:Tango
Scénariste :
- Emmanuelle Choppin

Réalisateur :
- Philippe Proteau

Diffusions : 
- Belgique : 1er décembre 2013 sur La Une
- Suisse : 19 novembre 2013 sur RTS Un
- France : 24 février 2014 sur TF1
- Québec : 28 décembre 2013 sur Séries+

Audiences : 
- Belgique : 250 800 téléspectateurs (13,6 % de part de marché)
- France : 5,81 millions de téléspectateurs (22,4 % de part de marché)

Distribution :
- Mimie Mathy : Joséphine
- Natalia Dontcheva : “Maria-Sol Jimenes”, alias Véronique Charbonnier
- Jean-Claude Caron : Ernesto, le père de Maria-Sol
- Michel Scotto Di Carlo : Carlos Ortiz de Biamonte, ancien professeur de danse de Maria-Sol
- Thibaut Thezan : Diego, le fils
- Benjamin Garnier : Alejandro Linares, chorégraphe d’une compagnie concurrente
- Patrick Bonnel : Bernard Charbonnier, le père de Véronique Charbonnier
- Laura Préjean : Claire, la femme de François
- Jean-Baptiste Marcenac : François Bournet Castellane, banquier, élève du cours de tango depuis six mois
- Charlotte Adrien : Roxane Lesage, la petite amie d’Alejandro
- Bruno Garcia : Stanislas, collègue et pote de golf de François
- Aline Nolasco : Daniella, une ancienne collègue de Maria-Sol
- Camille Starr : Aurore Bournet Castellane, la fille de François
- Christophe Aquilon : Le policier
- Roméo Escala : Le vigile du théâtre, chargé de la loge de Carlos
- Perrine Gilbert : L'employée du théâtre, chargée des entrées au spectacle de Carlos
- Cécile Lancia : L'hôtesse de la banque
- Sarah Pebereau : L'assistante de la banque

et les danseurs de tango :
- Marjorie Ascione
- Diego Ocampo Aznarez
- Jérémy Braitbart
- Jorge Crudo
- Camille Dantou
- Louise David Gauna
- Mariano Gauna
- Valérie Onnis
- Daniel Darius Oskui
- Fatma Oussaifi

Résumé : Joséphine vient en aide à Maria-Sol Jimenes, une prof de tango avec un immense talent qui ment à Diego, son fils de 17 ans, sur ses origines.
Profession de l’épisode : Joséphine est joueuse de bandonéon pour un cours de tango.